# تايلور بيلي
تايلور بيلي (بالإنجليزية: Taylor Bailey)‏ هو لاعب كرة قدم أمريكي، ولد في 27 فبراير 1997 في غرينفيل في الولايات المتحدة.